# Dancing with the Stars: Juniors
Dancing with the Stars: Juniors é um reality de competição de dança infantil americana que estreou em 7 de outubro de 2018 na ABC. É um spin-off do reality Dancing with the Stars. O formato do programa é composto por crianças famosas (por direito próprio ou por parentesco de celebridades) emparelhadas com bailarinos profissionais de salão júnior. Os casais competem uns contra os outros, realizando coreografias de dança na frente de um painel de juízes.

## Formato
Como Dancing with the Stars, as pontuações usadas para as eliminações baseiam-se em 50% nas pontuações dos juízes e 50% na votação da audiência. No entanto, não há audiência em casa, como a série de pais, e a votação é limitada aos membros diretos do público no estúdio durante a gravação de cada semana. Cada membro da audiência usa um dispositivo de votação portátil para avançar sua equipe de dança preferida para a próxima rodada, com a equipe com o menor número de votos e as notas mais baixas dos juízes eliminadas.

## Elenco

### Casais e mentores
Em 1º de agosto de 2018, os bailarinos profissionais e os mentores foram revelados. Em 25 de setembro, durante o segundo episódio da temporada 27 do DWTS, as celebridades juniores foram anunciadas.

### Apresentadores e juízes
O vencedor da temporada 25 de DWTS, Jordan Fisher e o finalista Frankie Muniz servem como apresentadores. Duas vezes campeã profissional Valentin Chmerkovskiy, a coreógrafa Mandy Moore, vencedora do Emmy Award, e o campeão de celebridades da DWTS Athletes, Adam Rippon, atuam como jurados.

### Grupo de dança
A trupe de Dancing with the Stars: Juniors é composta por Makeila Lawrence, Cody Bingham, Reese Hatala, Sebastian Jozuka e Daniel Novikov. Eles são orientados pelo membro da trupe de Dancing with the Stars, Morgan Larson.

## Gráficos de pontuação
| Casal                   | Lugar | 1  | 2  | 1+2 | 3  | 4  | 5  | 6  | 7  | 8        | 9        | Promedio |
| ----------------------- | ----- | -- | -- | --- | -- | -- | -- | -- | -- | -------- | -------- | -------- |
| Sky & JT                | 1     | 22 | 22 | 44  | 24 | 26 | 23 | 29 | 27 | 29+28=57 | 30+30=60 | 26.4     |
| Miles & Rylee           | 2     | 22 | 24 | 46  | 27 | 27 | 27 | 26 | 28 | 28+30=58 | 28+30=58 | 27.0     |
| Ariana & Artyon         | 2     | 24 | 24 | 48  | 25 | 22 | 28 | 27 | 27 | 28+28=56 | 30+28=58 | 26.5     |
| Mackenzie & Sage        | 2     | 22 | 24 | 46  | 27 | 25 | 27 | 27 | 26 | 30+30=60 | 28+30=58 | 26.9     |
| Miles & Brightyn        | 5     | 24 | 22 | 46  | 21 | 23 | 25 | 27 | 24 |          |          | 23.7     |
| Akash & Kamri           | 6     | 21 | 21 | 42  | 21 | 21 | 20 | 23 |    |          |          | 21.2     |
| Jason & Elliana         | 7     | 18 | 21 | 39  | 22 | 25 | 25 |    |    |          |          | 22.2     |
| Honey Boo Boo & Tristan | 8     | 19 | 19 | 38  | 21 | 21 |    |    |    |          |          | 20.0     |
| Sophia & Jake           | 9     | 21 | 20 | 41  | 19 |    |    |    |    |          |          | 20.0     |
| Hudson & Kameron        | 10    | 22 | 22 | 44  |    |    |    |    |    |          |          | 22.0     |
| Tripp & Hailey          | 11    | 17 |    |     |    |    |    |    |    |          |          | 17.0     |
| Addison & Lev           | 11    | 15 |    |     |    |    |    |    |    |          |          | 15.0     |

| Casal                   | A pontuação mais elevada de dança(s)           | Menor pontuação de dança(s)   |
| ----------------------- | ---------------------------------------------- | ----------------------------- |
| Sky & JT                | Salsa & Freestyle (30)                         | Salsa & Cha-Cha-Cha (22)      |
| Miles & Rylee           | Samba/Jazz fusion & Freestyle (30)             | Salsa (22)                    |
| Ariana & Artyon         | Jazz (30)                                      | Paso doble (22)               |
| Mackenzie & Sage        | Paso doble, Samba/Jazz fusion & Freestyle (30) | Foxtrot (22)                  |
| Miles & Brightyn        | Foxtrot (27)                                   | Jazz (21)                     |
| Akash & Kamri           | Jazz (23)                                      | Charleston (20)               |
| Jason & Elliana         | Tango Argentino & Jazz (25)                    | Cha-Cha-cha (18)              |
| Honey Boo Boo & Tristan | Foxtrot & Jazz (21)                            | Salsa & Cha-Cha-cha (19)      |
| Sophia & Jake           | Jive (21)                                      | Samba (19)                    |
| Hudson & Kameron        | Cha-Cha-cha & Paso doble (22)                  | Cha-Cha-cha & Paso doble (22) |
| Tripp & Hailey          | Foxtrot (17)                                   | Foxtrot (17)                  |
| Addison & Lev           | Cha-Cha-cha (15)                               | Cha-Cha-cha (15)              |